# 王允 (正統進士)
王允（1407年—？），字執中，山東濟南府歷城縣人，民籍。明朝政治人物。進士出身。

## 生平
山東鄉試第七名。正統十年（1445年）乙丑科會試第一百一十五名，殿試登進士第三甲第二十一名。

## 家族
曾祖父王士賢。祖父王世英。父亲王雲。